# Barend Bonneveld
Barend Bonneveld (ur. 27 listopada 1887 w Diemen, zm. 9 lutego 1978 w Amsterdamie) – holenderski zapaśnik, uczestnik igrzysk olimpijskich.
Uczestniczył w dwóch igrzyskach olimpijskich startując w trzech różnych kategoriach wagowych. Podczas igrzysk w 1912 roku w Sztokholmie doszedł do trzeciej rundy w turnieju wagi ciężkiej w stylu klasycznym. Osiem lat później, podczas igrzysk w Antwerpii odpadł w drugiej rundzie w tej samej kategorii wagowej.